# Ljekaruša
Ljekaruše su zbirke rukom pisanih recepata i uputa za liječenje ljudi i životinja. 
Zbornici su znanja koja su imali katolički svećenici koji su bili herbara kojima su pučani odlazili liječiti se, jer su bježali od liječnika i ljekarna, nego su odlazili herbarima na narodna liječenja. Ti se svećenici u liječenju nisu samo molili Bogu, nego su liječili i ljekovitim travama.
Najčešće su se prepisivale i dopunjavale u samostanima te sačuvale u samostanskim knjižnicama. No, nalaze se i u privatnim zbirkama. Sadržajno, ljekaruše su zbirke slojevitih napisa iz kojih se iščitavaju tragovi antičke grčke, rimske ili pak arapske medicine, no jednako tako i magijsko-religiozne rituale te višestoljetnu terapijsku praksu i iskustvo. 

## Ljekaruše u Hrvatskoj
Najstarije hrvatske ljekaruše potječu iz 14. i 15. stoljeća. Pisane su slavenskim idiomom i glagoljskim pismom. Te ljekaruše čuvaju se u HAZU. Ivan Milčetić i Rudolf Strohal napravili su opise i transliteracije prve i druge hrvatskoglagoljske ljekaruše te ih objavili u Vjesniku Staroslavenske akademije i u Zborniku za narodni život i običaje južnih Slavena. Prva medicinska knjiga na hrvatskom jeziku je ljekaruša Luke Vladimirovića.
Kronološki treća dosad poznata izdana ljekaruša latinična je Prva karlobaška ljekaruša koja je napisana godine 1603. na ikavskom narječju hrvatskog jezika čiji je pretisak objavljen u knjizi 9 publikacije Rasprave i građa za povijest znanosti u izdanju HAZU, 2009. godine. Tijekom 17. i 18. stoljeća nastaje veći broj rukopisnih ljekaruša, a sačuvano ih je pedesetak. 

Koncem 19. stoljeća ljekaruše su pobudile osobito etnografsko zanimanje te je počelo njihovo sustavno istraživanje i kritičko objavljivanje. Većim dijelom objavljene su u Zborniku za narodni život i običaje, mnoge su pripremljene u obliku prijepisa u sklopu drugih publikacija (npr. Zbornik Kačić, Rasprave i građa za povijest znanosti, Acta medico historica adriatica), a neke kao samostalne publikacije (Vladimirovićeve Likarie pripostite, Bartulovićeve Različite likarije). Najbrojnije su ljekaruše iz 19. i 20. stoljeća koje su bile čuvane kao kućni priručnici za liječenje. One su uglavnom prijepis starijih tiskanih ili rukopisnih ljekaruša. 

Naputci za liječenje u ljekarušama najčešće počinju navodom bolesti odnosno simptoma  (npr. «za želudac likarija», «koga tišči» ili «kada koga glava boli»), a potom se iznosi uputa ili sredstvo za liječenje. 
Hrvatska je bogata ovim izvorima. Nešto su slabije zastupljene na području Slavonije. Pisane su glagoljicom, latinicom, zapadnom ćirilicom (bosančicom i/ili poljičicom) na svim narječjima. 

U ljekarušama se mogu naći apstraktni i konkretni zapisi. Apstraktni se odnose na magijske i religiozne elemente liječenja. Konkretni podrazumijevaju uporabu ljekovitih sastojaka tvari biljnog, životinjskog i mineralnog podrijetla čija su svojstva isukustvom prepoznata kao ljekovita. Također postoje zapisi koji kombiniraju i magiju i konkretnu empiriju (npr. upute "za zubi pomoć" u hrvatskoglagoljskom Žgombićevu zborniku iz 16. st.).

Ljekaruše su predmet istraživanja: povjesničara medicinskih znanosti (farmacija, medicina, kemija, veterina), povjesničara, filologa, etnologa i kulturnih antropologa, lingvista, ali i suvremene farmacije te dragocjeni spomenici hrvatske kulturne baštine. 

O karlobaškim je ljekarušama pisao liječnik Željko Poljak.

## Izbor iz literature
1. Grmek, M. D. (1963), Rukovet starih medicinskih, matematičko-fizičkih, astronomskih, kemijskih i prirodoslovnih rukopisa sačuvanih u Hrvatskoj i Sloveniji. U: M. D. Grmek (ur.), Rasprave i građa za povijest nauka knjiga 1, JAZU, HAZU, 259-342.
2. Fatović-Ferenčić, S, Dürrigl, M. A. (1997), Za zubi pomoć - Odontološki tekstovi u hrvatskoglagoljskim rukopisima, Acta Stomatologica Croatica, 31: 229-236.
3. Milčetić, I. (1913), Stari glagolski recepti, egzorcizmi i zapisi, Vjesnik Staroslavenske akademije, 1: 61-69.
4. Pećina M, Fatović-Ferenčić, S. (2009), Rasprave i građa za povijest znanosti knjiga 9: Karlobaške ljekaruše, HAZU, Zagreb.
5. Pećina M, Fatović-Ferenčić S. (2010), Rasprave i građa za povijest znanosti knjiga 10: Knjige od likarije, faksimil i obrada dviju ljekaruša pisanih hrvatskom ćirilicom, HAZU, Zagreb.
6. Romano, J. (1973), Jugoslavenska bibliografska zbirka ljekaruša i narodnih medicinskih rukopisa, Naučno društvo za istoriju zdravstvene kulture Jugoslavije, Beograd.
7. Strohal, R. (1910), Folkloristički prilozi iz starije hrvatske knjige. I. Različni zapisi i čaranja (Glagolski hrv. spomenik iz 15. vijeka), Zbornik za narodni život i običaje južnih Slavena, XV: 120-132.
8. Šimunović Petrić, Z. (1992), Narodna medicina u rukopisima arhiva odbora za narodni život i običaje JAZU, danas HAZU u Zagrebu. U: I. Padovan, B. Belicza (ur.), Rasprave i građa za povijest znanosti knjiga 7, HAZU, Zagreb, 297- 303.
9. Šušnjić Fliker, Z. (1986), Narodne ljekaruše iz Hrvatske nastale u 17. i 18. stoljeću, Farmaceutski glasnik, 42: 367-383.

## Vanjske poveznice
- Kujundžić, Glibota, Inić. "Mnoge različite likarie od bolesti glave"- fragment ljekaruše iz arhiva Franjevačkog samostana u Sinju, Acta Medico-Historica Adriatica, Vol.9 No.2, prosinac 2011.
- Kujundžić, Gašparac, Glibota, Škrobonja. Libar od likarij – ljekaruša don Petra Kaštelana iz 1776. godine, Acta Medico-Historica Adriatica, Vol.6 No.1, lipanj 2008.
- Predstavljanje „Ljekaruše fra Jure Marčinkovića“, Večernji list, 2. kolovoza 2011.